# Мансфилд, Джозеф
Джозеф Кинг Фенно Мансфилд (Joseph King Fenno Mansfield; 22 декабря 1803 — 18 сентября 1862) — кадровый американский офицер, гражданский инженер, и генерал армии Союза во время американской гражданской войны. Погиб в сражении при Энтитеме.

## Ранние годы
Мансфилд родился в городе Нью-Хейвен, штат Коннектикут, в семье Генри и Марии Мансфилд. Он приходился племянником генералу Джозефу Тоттену (одного из первых выпускников Вест-Пойнта). Когда ему исполнилось 14 лет, он поступил в военную академию Вест-Пойнт и окончил её вторым в выпуске 1822 года. Его определили вторым лейтенантом в инженерный корпус армии США. В 1825—1828 годах Мансфилд участвовал в строительстве форта Гамильтон в штате Нью-Йорк, а в 1830 году был назначен суперинтендантом на остров Кокспур, где строился Форт-Пикенс и где в то время служил в звании второго лейтенанта Роберт Эдвард Ли.
Только 5 марта 1832 года Мансфилд был повышен до первого лейтенанта, а 7 июля 1838 года стал капитаном. Во время Мексиканской войны он получил звание майора (9 мая 1846 года) за храбрость при обороне форта Браун, затем принял участие в сражении при Монтеррее, где был ранен в ногу, а 23 сентября 1846 года получил временное звание подполковника за Монтеррей. За участие в сражении при Буэна-Виста получил временное звание полковника. Уже после войны, 28 мая 1853 года, Мансфилд получил постоянное звание полковника и должность генерального инспектора армии.
С 13 марта 1848 года по 11 апреля 1853 он служил при инженерной комиссии на Атлантическом побережье, с 11 апреля по 28 мая на побережье Тихого океана, надзирал за строительством форта Уинтроп в Массачусетсе, потом служил в департаменте Нью-Мексико, Калифорнии и Техасе. В 1858—1859 году служил в департаменте Орегон и Калифорния, а в 1860—1861 годах снова в Техасе.

## Гражданская война
Когда началась Гражданская война, Мансфилд стал командовать вашингтонским департаментом (27 апреля — 17 августа 1861 года) и 6 мая получил временное звание бригадного генерала регулярной армии, и это звание 14 мая стало постоянным. После высадки армии Батлера в Северной Каролине Мансфилд был переведен на Гаттерасовские батареи и 9 марта 1862 года вел огонь по конфедеративному броненосцу «Вирджиния» во время Сражения на рейде Хэмптон-Роудс. Летом 1862 года участвовал во взятии Норфолка и Саффолка. В конце года он командовал пехотной дивизией федерального VII корпуса.
Когда в сентябре 1862 года началась Мерилендская кампания, Мансфилду было доверено командование XII корпусом Потомакской армии — это произошло 15 сентября, за два дня до сражения при Энтитеме. Когда Мансфилд прибыл в лагерь корпуса, за его плечами было 40 лет службы в армии, но ни одного серьёзного сражения. Он был уже седым, однако на удивление энергичным для своего возраста. Перед началом сражения его корпус состоял из двух пехотных дивизий и насчитывал 12 300 человек:
- Дивизия генерала Альфеуса Уильямса (бригады Сэмюэля Кроуфорда и Джорджа Гордона);
- Дивизия генерала Джорджа Грина (бригады Гектора Тиндейла, Генри Стейнрока и Уильяма Гудрича);

Утром 17 сентября 1862 года началось сражение при Энтитеме: I корпус генерала Хукера начал наступление на левый фланг Северовирджинской армии. Корпус Мансфилда шёл вслед за Хукером. Мансфилд сам наступал вместе с левым флангом своего корпуса (с бригадой Кроуфорда) в районе Вест-Вуда. Он ненадолго вернулся в тыл, чтобы поторопить отстающие части, а когда вернулся к передовым полкам, то увидел, что солдаты 10-го Мэнского полка стреляют в сторону леса. Мансфилд решил, что в лесу находятся люди Хукера и крикнул полку: «Вы стреляете по своим!», но солдаты ответили, что в лесу находится именно противник. Мансфилд ответил: «Да, да, вы правы», и в этот же момент пуля попала в его лошадь и ещё одна почти одновременно в правую часть груди генерала. Патрик Генри Флуд, хирург 107-го Нью-Йоркского полка, писал потом своей жене: «Я обнаружил, что одежда на его груди пропиталась кровью, а когда её сняли, то оказалось, что он ранен в правую часть груди, пуля прошла в двух дюймах от соска и вышла из спины возле края лопатки».
Шатаясь в седле, генерал направил окровавленного коня на север по Смоуктаунской дороге, прочь от 10-го мэнского, и добрался до правой роты 125-го пенсильванского. Капитан Гарднер (рота К) заметил, что генерал выглядит нехорошо, и позвал людей, чтобы те помогли генералу спешиться. Сержант Джон Кэхо (рота К) и рядовые Сэм Эдмусон (рота К) и Руди (рота Н) при помощи двух отставших от частей солдат осторожно сняли истекающего кровью офицера с его коня. Сложив кресло из мушкетов, пять человек подняли Мансфилда и отнесли его к одиноко стоящему дереву в тылу своих позиций, и оставили там в ожидании хирурга. 
Его доставили в полевой госпиталь на ферме Джорджа Лина в Шарпсберге, где он умер на следующее утро. Мансфилда похоронили на кладбище Индиан-Хилл в Мидлтауне, Коннектикут. Ему было посмертно присвоено звание генерал-майора, задним числом от 18 июля 1862 года, за храбрость при Энтитеме. После смерти Мансфилда командование корпусом принял Альфеус Уильямс.

## Наследие
В честь генерала был назван Форт Мансфилд в штате Род-Айленд и Мансфилд-Авеню на энтитемском поле боя. В его же честь была названа бейсбольная команда «Middletown Mansfields».
Его племянник, лейтенант Ховард Мэтер Бернхэм из батареи Н 5-го легкоартиллерийского полка, погиб в 1863 году в сражении при Чикамоге.